# Chánh Nghĩa
Chánh Nghĩa là một phường thuộc thành phố Thủ Dầu Một, tỉnh Bình Dương, Việt Nam.

## Địa lý
Chánh Nghĩa là phường thuộc nội ô của thành phố Thủ Dầu Một, có vị trí địa lý:
- Phía đông giáp phường Phú Hòa
- Phía tây giáp Thành phố Hồ Chí Minh qua sông Sài Gòn
- Phía nam giáp phường Phú Thọ
- Phía bắc giáp phường Phú Cường.

Phường Chánh Nghĩa có diện tích 4,76 km², dân số năm 2021 là 28.376 người, mật độ dân số đạt 5.962 người/km².
Phường Chánh Nghĩa là một trong những 2 phường đông dân cư của thành phố Thủ Dầu Một và là phường tập trung nhiều người Hoa sống nhất tại Thủ Dầu Một.

## Hành chính
Phường Chánh Nghĩa được chia thành 12 khu phố:
1. Khu phố 1: tổ dân phố 1-6
2. Khu phố 2: tổ dân phố 7-14
3. Khu phố 3: tổ dân phố 15-27
4. Khu phố 4: tổ dân phố 28-36
5. Khu phố 5: tổ dân phố 37-44
6. Khu phố 6: tổ dân phố 45-52
7. Khu phố 7: tổ dân phố 53-64
8. Khu phố 8: tổ dân phố 65-74
9. Khu phố 9: tổ dân phố 75-85
10. Khu phố 10: tổ dân phố 86-95
11. Khu phố 11: tổ dân phố 96-98
12. Khu phố 12: tổ dân phố 1-10 (tách ra từ khu phố 1, phường Phú Thọ năm 2008).

## Lịch sử
Trước năm 1975, phường Chánh Nghĩa thuộc ấp Chánh Trong và Chánh Ngoài của xã Phú Cường.

## Kinh tế - xã hội

### Xã hội

#### Giáo dục
- Trường TH Trần Phú 1
- Trường TH Trần Phú 2
- Trường TH Chánh Nghĩa
- Trường THCS Chánh Nghĩa
- Trường THPT Võ Minh Đức
- Trung tâm Giáo dục Thường xuyên tỉnh Bình Dương
- Trường Chính trị tỉnh Bình Dương.

### Cơ quan - Ban - Ngành
- Ban Dân vận Tỉnh ủy Bình Dương
- Công an tỉnh Bình Dương
- Trụ sở Tiếp dân UBND tỉnh Bình Dương
- Điện lực Thủ Dầu Một.

### Trung tâm giải trí
- Khu đô thị Chánh Nghĩa
- Siêu thị CoopMart.